# Rauchring

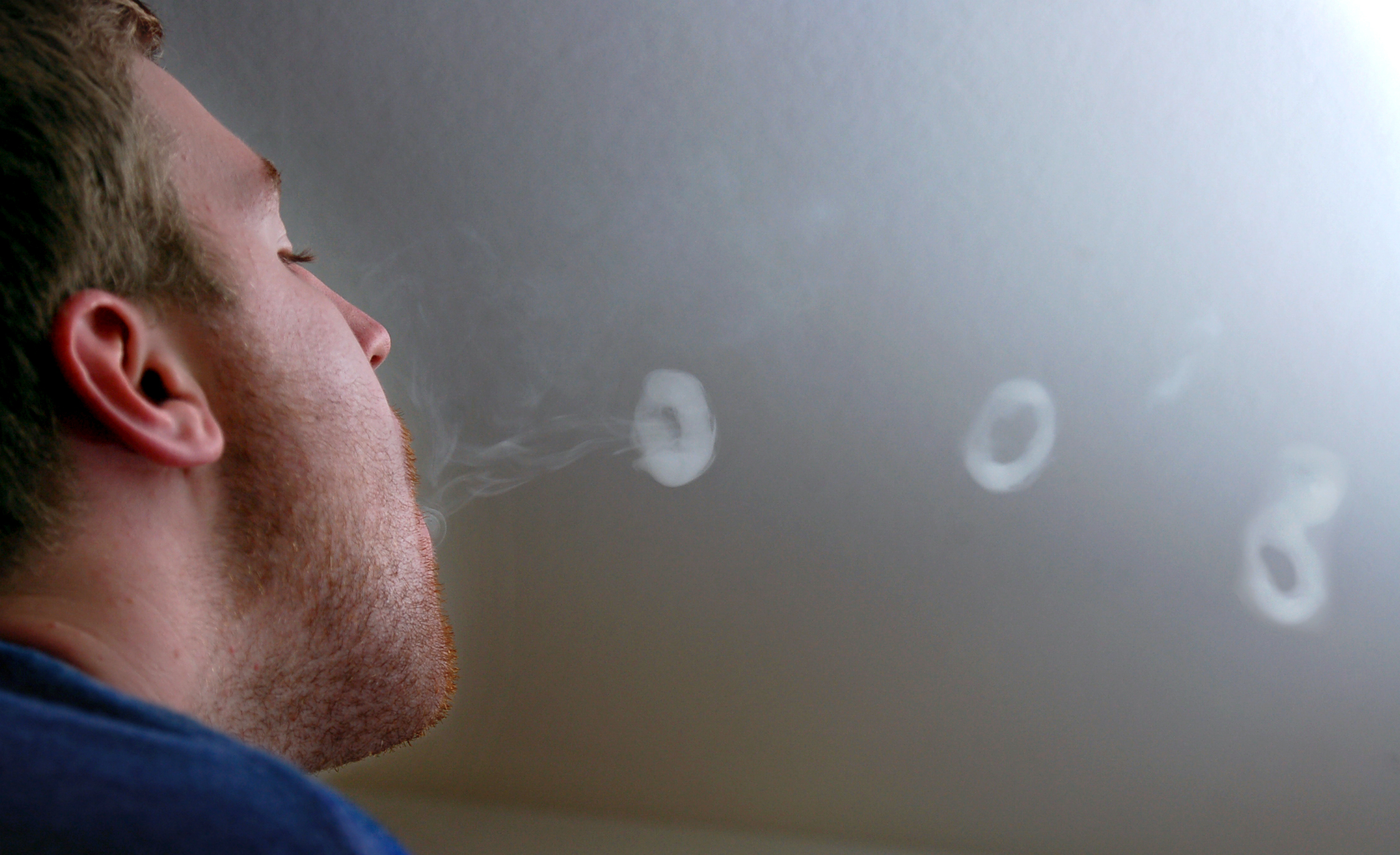
Vom Raucher erzeugte Rauchringe

Ein Rauchring ist ein sichtbarer ringförmiger Wirbel in der Luft. Er kann von Menschen, aber auch durch Vulkane erzeugt werden.

## Beschreibung

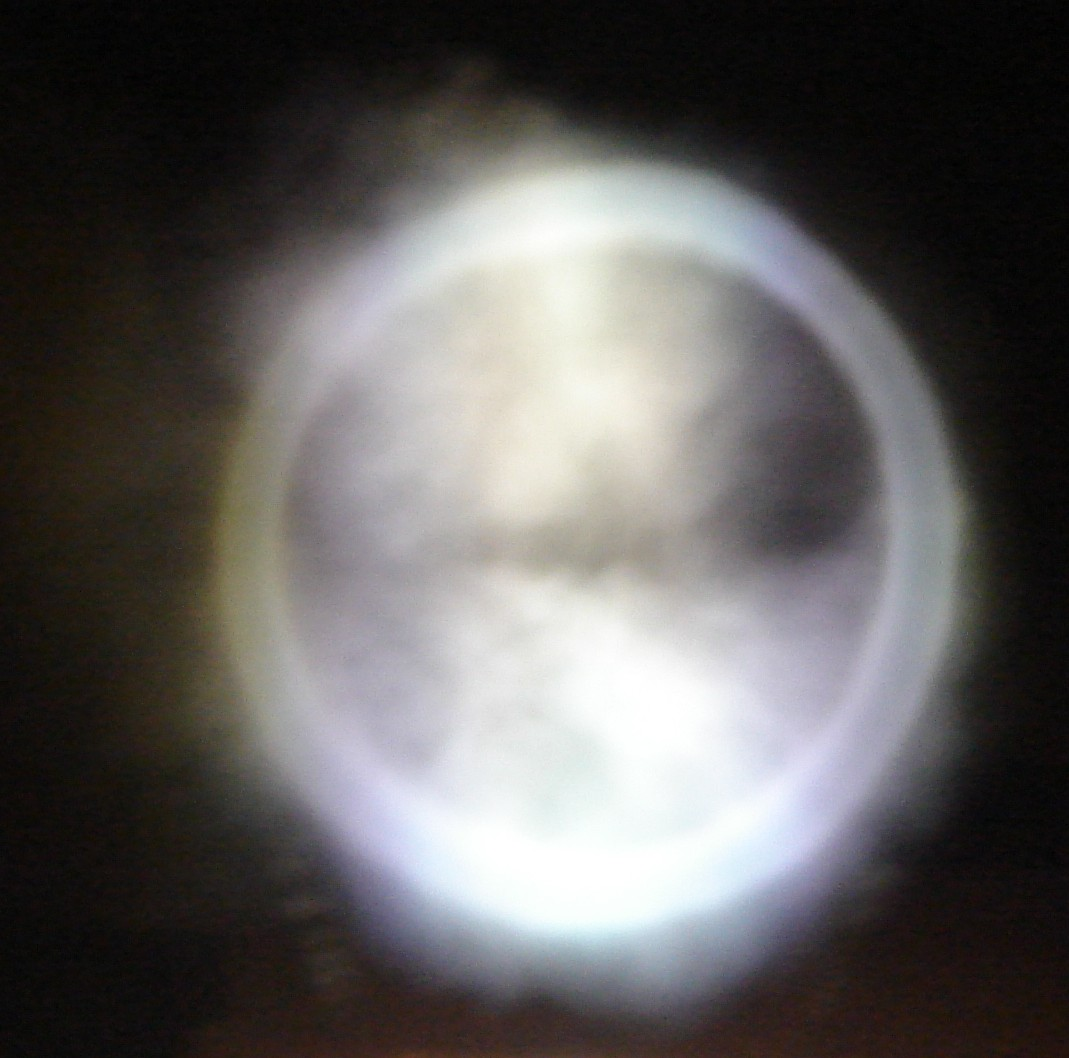
Rauchring aus einer Rauchringkammer

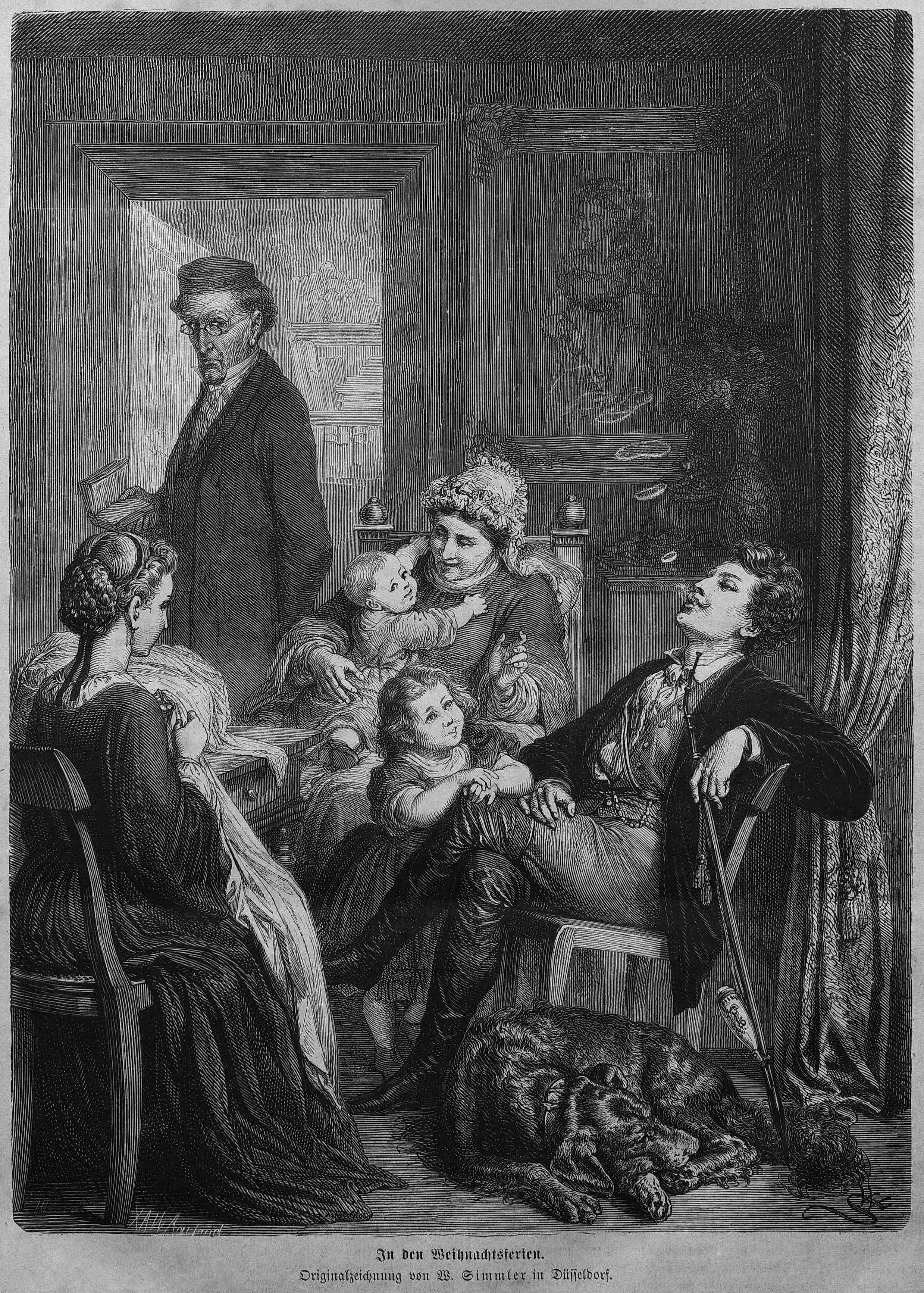
Rauchringe erzeugender Raucher, Illustration von Wilhelm Simmler, 1870

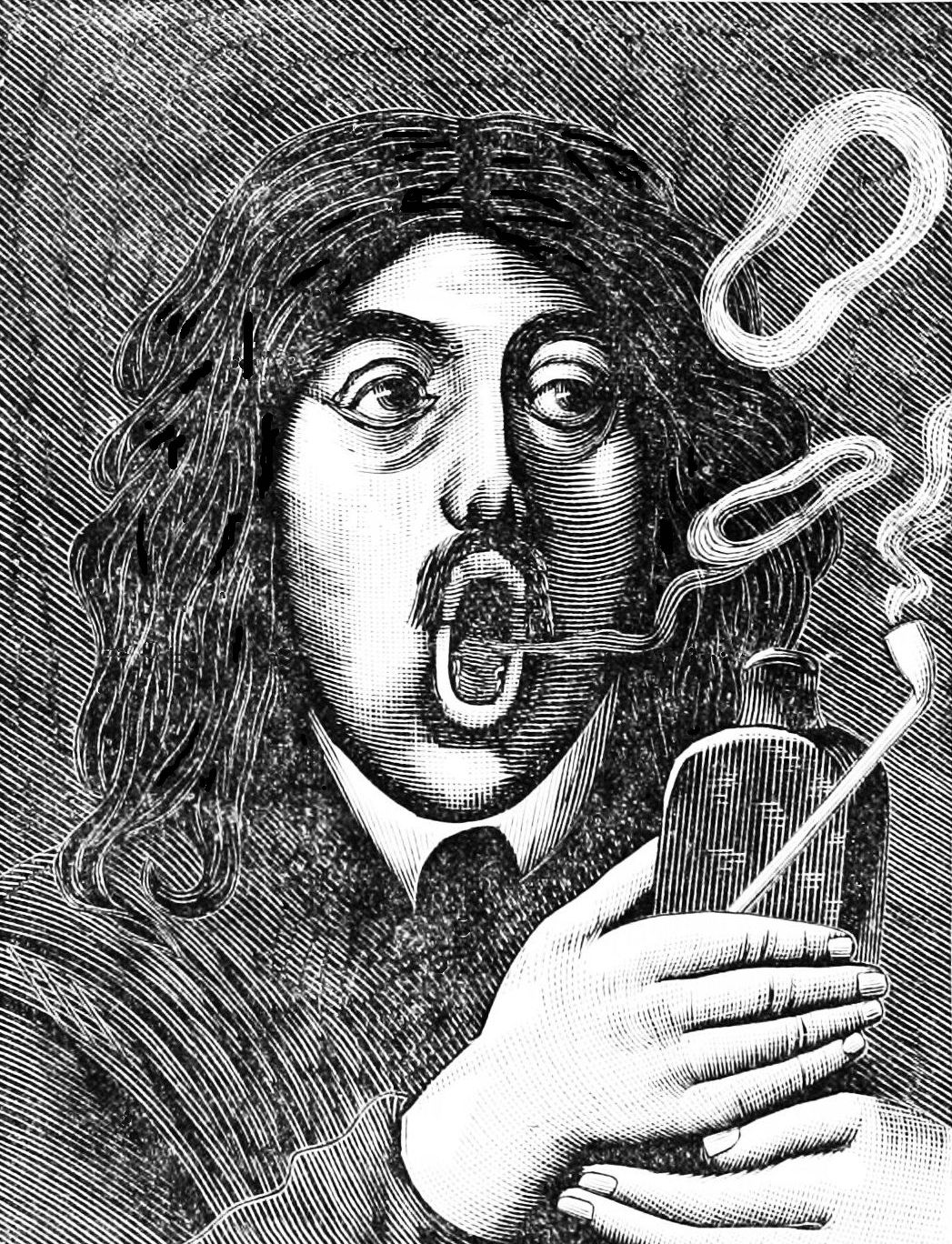
Rauchringe erzeugender Raucher, Illustration in Popular Science Monthly, 1881 oder 1882

Ein Rauchring ist ein Wirbel in Form eines Torus mit Strömungsrichtung um den Ringkörper herum, also ein Wirbelring, der wegen des Rauches sichtbar ist. Die Erscheinung hat eine Eigenbewegung, die entlang der Ringachse verläuft. Die innere Geschwindigkeit ist stets höher, es bildet ein in sich geschlossenes Strömungs- und damit Energiesystem. Während die Trübung in der Umgebung sich meist zügig verliert, sind die Rauchpartikel des Rings quasi eingeschlossen.
Ein solcher Ring kann zum Beispiel eine Größe von 25 m haben bei einer Ringstärke von 3 m („gestaltete“ Dampfabgabe eines Kraftwerkes) und beim Ätna ist ein Rauchring von 200 m beobachtet worden.
Die Parameter sind relativ konstant, allenfalls eine gewisse Umfangszunahme wird beobachtet. Je nach Bedingungen kann ein solcher Ring mehrere Minuten erhalten bleiben.
Raucher können mit gewisser Übung solche Ringe hervorbringen, wobei vor allem eine annähernd kreisrunde Mundöffnung benötigt wird. Im Weiteren wird durch sanfte Bewegung von Kiefer, Zunge oder auch Lunge eine kleine Menge Luft ausgestoßen. Der zunächst meist in der Lunge befindliche Rauch dient lediglich zur Sichtbarmachung des Ergebnisses.
Ein ähnlicher Effekt kann auch von Tauchern unter Wasser erzielt werden, die ringförmige Luftblasen erzeugen, die dann zur Wasseroberfläche aufsteigen. Auch Delfine beherrschen das manchmal.
Situationen, in denen Rauchringe auftreten, sind z. B.:
- gezieltes Ausatmen eines Rauchers
- bei explosionsähnlichen, gerichteten Verpuffungen, z. B. beim Feuerschlucken
- gelegentlich bei einer Atomexplosion und an Vulkanen

## Rauchringgenerator
Die gezielte Reproduktion dieses Wirbels gelingt durch einen sogenannten Rauchringgenerator, auch Rauchringkammer oder Vortexgenerator genannt. Dabei wird eine Art Trommel verwendet, die auf einer Seite mittig ein Loch hat und deren auf der anderen Seite befindliche Membran angeschlagen wird. Es entsteht eine Druckwelle, die durch das Loch entweicht. Durch die von allen Seiten um die Kante strömende Luft entsteht eine sehr gleichförmige Verwirbelung am Lochrand. Durch vorheriges Füllen der Trommel mit Rauch können so Rauchringe erzeugt werden. Ohne Rauch entstehen unsichtbare Ringwirbel, die natürlich dennoch die gleiche Wirkung haben: der Luftwirbel ist in mehreren Metern Entfernung spürbar und kann z. B. Kerzen ausblasen oder leichte Gegenstände wegblasen.
Eine weniger aufwändige Methode stellt die Verwendung einer 1,5 l fassenden PET-Flasche dar, welche durch gezieltes rasches Eindrücken im rauchgefüllten Zustand mit großer Wahrscheinlichkeit einen oder gar mehrere Rauchringe ausstößt.